# Таємниці Версаля
Таємниці Версаля (фр. Si Versailles m'était conté) — французький фільм режисера Саши Ґітрі, знятий у 1954 році.

## Сюжет
Історія Версаля від першої цеглини в закладці до наших днів. Будівництво Версаля тривало кілька десятиліть. Але палац відомий не тільки архітектурною пишністю. Не менший інтерес завжди викликали таємниці, інтриги і загадки, які оточували його мешканців, і в першу чергу господарів палацу — французьких королів.

## У ролях
- Мішель Оклер — Жак Дамьен
- Жан-П'єр Омон — кардинал Луї де Роган
- Жан-Луї Барро — Франсуа Фенелон
- Клодет Кольбер — Франсуаза-Атенаис де Монтеспан
- Фернан Граве — Мольєр
- Саша Ґітрі — Людовик XIV
- Жан Маре — Людовик XV
- Лана Марконі — Марія-Антуанетта
- Жерар Філіп — Д'Артаньян
- Мішлін Прель — Мадам де Помпадур
- Жан Десаї — Маріво
- Орсон Уеллс — Бенджамін Франклін
- Бурвіль — гід в музеї
- Анні Корді — мадам Ланглуа
- Робер Фавар — епізод (немає в титрах)
- Жизель Паскаль
- Жаклін Майа — епізод
- Моріс Тейнак — Монтеспан

## Знімальна група
- Сценаріст : Саша Ґітрі
- Режисер : Саша Ґітрі
- Оператор : П'єр Монтазель
- Композитор : Жан Франсе